# Die Sennerin vom Königsee
Die Sennerin vom Königsee ist ein Lied der deutschen Band Kiz aus dem Jahr 1982. Das Lied gilt als ein Klassiker der Neuen Deutschen Welle.

## Entstehung und Inhalt
Der Text stammt von Joachim Gaiser († 2004); die Musik von Ulrich Herter. Das Lied handelt vom ausschweifenden Leben einer Sennerin, die am Königssee – auf dem Singlecover anders als auf dem Albumcover Königsee geschrieben – lebt. Joachim Gaiser hatte die Idee, Jodler in das Lied einzubauen, weil das vorher noch nie jemand gemacht hatte.

## Veröffentlichung und Rezeption
Die Single erschien 1982 bei CBS. Das Stück ist in der 7"-Version 3:45 Minuten lang. Auf der B-Seite befindet sich der Song Mein Herz ist klein. Eine 4:34 Minuten dauernde „Lange Version“ wurde als 12"-Maxi mit derselben B-Seite veröffentlicht. Die Single erreichte sowohl in Deutschland, als auch in Österreich und der Schweiz jeweils Platz drei der Singlecharts. Auch auf zahlreichen Neue-Deutsche-Welle-Kompilationen erschien das Lied.
Die Tänzerin bei den Auftritten der Gruppe war Ilona Magyar, heute die Ehefrau von Hubert Kah. Sie stand auf der Bühne abwechselnd ganz still da und tanzte wild, wobei sie auf ein Fingerschnippen von Gaiser den Tanzstil wechselte. Der Song gilt als ein „Ein-Hit-Wunder“ der Neuen Deutschen Welle. Kiz trat mit dem Song am 31. Januar 1983 in der ZDF-Hitparade auf, konnte sich jedoch nicht unter den ersten Drei platzieren. Am 21. Januar 1984 folgte dennoch ein Auftritt in der Sondersendung Die Superhitparade – Hits des Jahres ’83. Im Januar 1983 sagte Dieter Thomas Heck die Gruppe folgendermaßen an: „Der nächste Titel landete bei vielen Kollegen erst einmal im völlig falschen Schubkasten“, nämlich bei der Volksmusik. „Denkste – Neue Deutsche Welle.“ Ein weiterer Fernsehauftritt fand bei Vorsicht, Musik!, ebenfalls im ZDF, am 7. März 1983 statt.